# Maysa
Maysa Figueira Monjardim (São Paulo, 6 de juny de 1936 - Niterói, 22 de gener de 1977); més coneguda amb el cognom del primer matrimoni, Maysa Matarazzo o, simplement, Maysa, va ser una cantautora i actriu brasilera. Està associada a la música bossa nova, però és àmpliament coneguda per interpretar cançons de desamor.

## Biografia

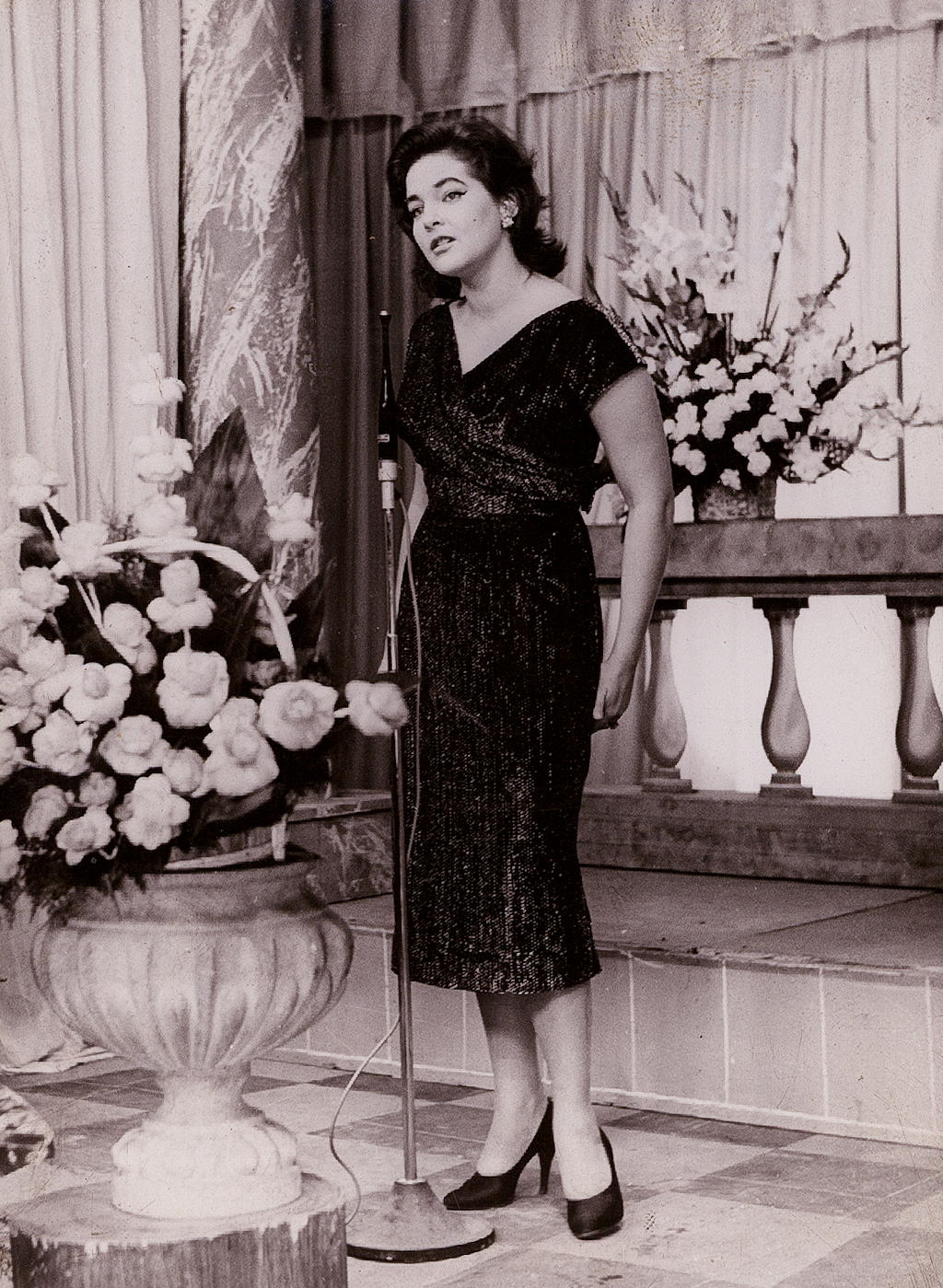
1956

Era la filla d'Alcibíades Guaraná Monjardim i d'Inah Figueira i tenia un germà. El seu avi patern va ser Alfeu Adolfo Monjardim de Andrade e Almeida, qui va presidir la província d'Espirito Santo en cinc ocasions. Part de la seva infantesa la va passar estudiant en un internat a París.
Maysa va demostrar talent a una edat jove, i als dotze anys havia escrit una samba (Adeus), que més tard es va convertir en un èxit del seu primer disc. Es va casar amb André Matarazzo Filho —membre d'una família rica i tradicional de São Paulo, descendent del comte italià Francesco Matarazzo— el 1954 i dos anys més tard va tenir un fill, Jayme, qui més tard es convertiria en director. El matrimoni s'acabaria el 1957.
A finals de la dècada de 1950 va formar un grup de bossa de gran èxit, els Tamba Trio. Mentre es trobaven de gira per l'Argentina, Xile i l'Uruguai, Maysa va tenir una aventura amb el productor de l'espectacle, Ronaldo Bôscoli, un periodista i compositor vinculat romànticament a la "musa de la bossa nova", Nara Leão. Això va provocar la ruptura entre Nara i Ronaldo, així com una fractura en el moviment. Matarazzo es va convertir en persona non grata tant per als bossa-novistes com per als cantants protesta i la seva carrera va trontollar. Ja en aquella època eren coneguts els seus problemes amb l'alcohol.
Maysa va tornar a casar-se, aquest cop amb el productor musical espanyol Miguel Azanza, amb qui es va traslladar a Espanya i va començar una sèrie de presentacions en aquell país i a Portugal, Itàlia i França. A la seva tornada al Brasil, la paulista va continuar barrejant les seves balades de desamor amb altres temes d'MPB. A la dècada del 1970, va participar en diverses telenovel·les al Brasil, actuant i també interpretant-ne la banda sonora.
Va morir en un accident de cotxe l'any 1977, al pont Rio-Niterói, que uneix les ciutats de Rio de Janeiro i Niterói per la badia de Guanabara.

## Llegat

1969

El gener de 2009, es va emetre a la televisió brasilera una minisèrie sobre la vida d'una de les dives més carismàtiques del Brasil. L'estil de Maysa va influir en les següents generacions de cantants i compositores brasileres, amb gran ascens en les obres de Simone, Cazuza, Leila Pinheiro, Fafá de Belém o Angela Ro Ro.

## Discografia
| - Convite para ouvir Maysa (1956) - Maysa (1957) - Convite para ouvir Maysa n. 2 (1958) - Convite para ouvir Maysa n. 3 (1958) - Convite para ouvir Maysa n. 4 (1959) - Maysa É Maysa... É Maysa... É Maysa (1959) - Voltei (1960) - Maysa Canta Sucessos (1960) - Maysa, Amor... E Maysa (1961) - Barquinho (1961) - Maysa Sings Songs Before Dawn (1961) - Canção do Amor Mais Triste (1962) - Maysa (1964) - Maysa (1966) - Maysa (1969) - Ando Só Numa Multidão de Amores (1970) - Maysa (1974) | - Os Grandes Sucessos de Maysa (1959) - A Música de Maysa (1960) - Ternura… é Maysa (1965) - Dois na Fossa- Maysa & Tito Madi (1975) - Para sempre Maysa (1977) - Bom é Querer Bem (1978) - Serie Retrospecto vol. 3 (1979) - Convite para ouvir Maysa (1988) - Maysa por ela mesma (1991) - Canecão apresenta Maysa (1992) - Tom Jobim por Maysa – Viva Maysa (1993) - Maysa (1996) - Tom Jobim por Maysa (1997) - Bossa Nova por Maysa (1997) - Barquinho (2000) - Simplesmente Maysa (2000) - Quatro em Um – Volume 13 (2001) - Retratos – Maysa (2004) - Novo Millennium (2005) |